# Warren Vaché jr.
Warren Vaché junior (Rahway, 21 februari 1951) is een Amerikaanse jazzmuzikant (trompet, bugel, kornet) van de swing en de mainstream jazz.

## Biografie
Warren Vaché jr. is afkomstig uit een muzikale familie. Zijn broer is de swingklarinettist Allan Vaché en zijn vader Warren Vaché sr. was bassist en auteur van meerdere boeken.
Vaché jr. had als kind pianoles, leerde op school trompet en had aan het college onderricht bij Pee Wee Erwin en Jim Fitzpatrick. Hij studeerde aan de Montclare State University en speelde aan het begin van zijn muziekcarrière in de band van Benny Goodman, waarin hij leadtrompettist en solist was. Hij speelde in de huisband van de jazzclub Eddie Condon's, waar hij met Vic Dickenson en Bob Wilber speelde en in de band van zijn vader. Hij werkte lang met Scott Hamilton als co-leider van een gezamenlijke band. In 1976 nam hij zijn eerste album First Time Out onder zijn eigen naam op. Lange tijd werkte hij ook samen met George Wein en zijn Newport All Stars. Deze samenwerking duurde tot in de jaren 1990.
Sindsdien bracht hij met eigen bands een reeks albums uit bij Concord Jazz, vanaf 1994 bij Muse Records en Nagel-Heyer Records, waaraan muzikanten als Bucky Pizzarelli, Michael Moore, John Bunch, Jimmy Cobb en Jake Hanna meewerkten. Vaché speelde bovendien met de Concord All Stars, Howard Alden, Kenny Baker, Dan Barrett, Buddy Tate, Woody Herman, Buck Clayton, Gerry Mulligan en begeleidde hij Rosemary Clooney.
Vaché jr. werd sterk beïnvloed door Louis Armstrong en bovendien van zo verschillende muzikanten als Ruby Braff, Pee Wee Erwin, Roy Eldridge, Bobby Hackett, Clifford Brown, Blue Mitchell en Billy Butterfield. Vaché ziet zichzelf niet als vernieuwer, maar als hoeder van de tradities van verschillende speelwijzen van de jazz zoals mainstream, swing en soms ook bop en hardbop. Onder zijn talrijke albums accentueren Richard Cook en Brian Morton in het bijzonder het in 2000 met de pianist Bill Charlap opgenomen album 2gether. In 1985 speelde Vaché een hoofdrol in de speelfilm The Gig.

## Trivia
Vaché trainde Richard Gere voor diens rol in de film Cotton Club

## Discografie
Als bandleader
- 1994: Horn of Plenty (Muse) met Houston Person
- 1995: An Affair to Remember (Zephyr) met Brian Lemon
- 1996: Warren Plays Warren (Nagel-Heyer) met Kenny Drew jr., Jimmy Cobb, Randy Sandke
- 1997: Shine (Zephyr) met Tony Coe, Alan Barnes, Brian Lemon
- 1999: What Is There to say? (Nagel-Heyer) met Joe Puma, Murry Wall, Eddie Locke
- 2001: The Best Thing for You (Nagel-Heyer)
- 2000: 2gether (Nagel-Heyer)
- 2006: Don't Look Back (Arbors Records)

Met Ruby Braff
- 1996: First Set (Zephyr)

Met Bucky Pizzarelli
- ????: Five for Freddie (Arbors Records)

Met George Wein
- ????: Wein, Women and Song and More, George Wein Plays and Sings (Arbors Records)

Met John Allred
- ????: Live at Marians Jazzroom (Arbors Records)
- 2011: The Warren Vaché/John Allred Quintet: Top Shelf (Arbors Records)

- Bibsys: 10010497
- Bibliothèque nationale de France: cb139312712 (data)
- Gemeinsame Normdatei: 13463392X
- International Standard Name Identifier: 0000 0001 1445 9080
- Library of Congress Control Number: n81016379
- MusicBrainz: 70bb863c-2539-49c2-8d8d-3712afbe24c8
- Nationale Bibliotheek van Tsjechië: ola2002159324
- Réseau des bibliothèques de Suisse occidentale: 02-A020437586
- SNAC: w6r52v3t
- Système universitaire de documentation: 25063337X
- Virtual International Authority File: 7149106200868491675